# Genomica computazionale
La Genomica computazionale o Genetica computazionale è la denominazione con cui ci si riferisce all'uso di analisi statistiche e computazionali per decifrare la biologia dalle sequenze del genoma e i dati correlati, tra cui sequenze di DNA e RNA come altri dati "post-genomici"  (dati sperimentali ottenuti con tecnologie che richiedono la sequenza del genoma, come i microarray di DNA). 
Questo, in combinazione con approcci statistici e computazioni per comprendere la funzione dei geni e le analisi di associazione statistiche, a questo settore ci si riferisce come Genetica/Genomica statistica e computazionale. La genomica computazione riguarda un sottoinsieme  della bioinformatica e della biologia computazionale, ma con una focalizzazione sull'uso dell'intero genoma piuttosto che singoli geni per comprendere i principi di come il DNA delle specie controlla la sua biologia a livello molecolare e oltre.
Con l'attuale abbondanza di dataset (insieme di dati) biologici, studi computazionali sono diventati i mezzi più importanti per la scoperta biologica.